# Пустковик
Пустковик (Calamanthus) — рід горобцеподібних птахів родини шиподзьобових (Acanthizidae). Представники цього роду є ендеміками Австралії.

## Види
Виділяють три види роду Пустковик:
- Пустковик рудий (Calamanthus campestris)
- Пустковик смугастий (Calamanthus fuliginosus)
- Пустковик західний (Calamanthus montanellus)

## Етимологія
Наукова назва роду Calamanthus походить від сполучення слова дав.-гр. καλαμι — солома і латинської назви роду Щеврик (Anthus).